# Tulumba
A tulumba Törökországban népszerű édesség. Vajas masszából készül, a tésztát csillagcsöves habzsákba töltik, és körülbelül 10 centiméter hosszú rudakat formáznak belőle. A rudakat forró olajban sütik aranybarna színűre, majd cukros-citromos szirupban áztatják. Hidegen fogyasztják. Törökországon kívül a Balkánon is ismert.